# Torrent de Can Pagès (Riells del Fai)
El Torrent de Can Pagès, és un torrent que discorre pel terme municipal de Bigues i Riells, al Vallès Oriental, en el territori del poble de Riells del Fai.
Es forma a llevant de Can Berga i a ponent dels Camps de Can Quintanes i de la masia de Can Quintanes, des d'on davalla cap al sud, decantant-se lleugerament cap a ponent. Al cap de poc rep per l'esquerra el torrent del Joncar. Continua cap a migdia, travessant el sector oriental del Bosc del Viaplana, passant a llevant de Can Mimeri. Poc després passa també a llevant del lloc on hi havia hagut les masies de Can Conillo i Can Pagès, arriba també a l'est del Turó d'en Vileu, lloc on es transforma en el torrent del Quirze.

## Etimologia
Es tracta d'un topònim romànic modern, de caràcter descriptiu: el torrent passava a prop de la masia de Can Pagès, actualment desapareguda.